# NINTH
『NINTH』（ナインス）は、the GazettEの9枚目のオリジナルアルバム。2018年6月13日にSony Music Recordsから発売。

## 概要
前作『DOGMA』以来約2年ぶりとなるアルバムである。同様に先行シングル曲が一切収録されていない。
LIMITED BOX（A・B）にはメタリックBOX仕様であり、歌詞ブックレットが封入されている。
初回盤とLIMITED BOXにはリード曲「Falling」のミュージックビデオやメイキングが収録されたDVD及びBlu-rayが付属。LIMITED BOXのみ2017年3月10日に国立代々木競技場第一体育館で行われた『十五周年記念公演 大日本異端芸者 ｢暴動区 愚鈍の桜｣』のライブ映像がフルで収録されたDVDが付属。

## 収録曲
1. 99.999
麗原曲。SE
2. Falling -NINTH MIX-
RUKI原曲。
3. NINTH ODD SMELL
RUKI原曲。
4. GUSH
RUKI原曲。
5. THE MORTAL
麗原曲。
6. 虚 蜩
葵原曲。
7. その声は脆く
RUKI原曲。
8. BABYLON`S TABOO
麗原曲。
9. 裏切る舌
RUKI原曲。
10. TWO OF A KIND
RUKI原曲。
11. ABHOR GOD
RUKI原曲。
12. UNFINISHED
RUKI原曲。

### MV（Blu-ray・DVD）
- “Falling” MUSIC VIDEO
- MAKING OF “Falling” MUSIC VIDEO

### LIVE映像（Blu-ray・DVD）
- 『十五周年記念公演　大日本異端芸者「暴動区　愚鈍の桜」LIVE AT 2017.03.10 国立代々木競技場第一体育館』FULL LIVE映像

LIMITED BOX AのBlu-rayではMVとLIVE映像が一緒に収録されている。